# Całka niewłaściwa

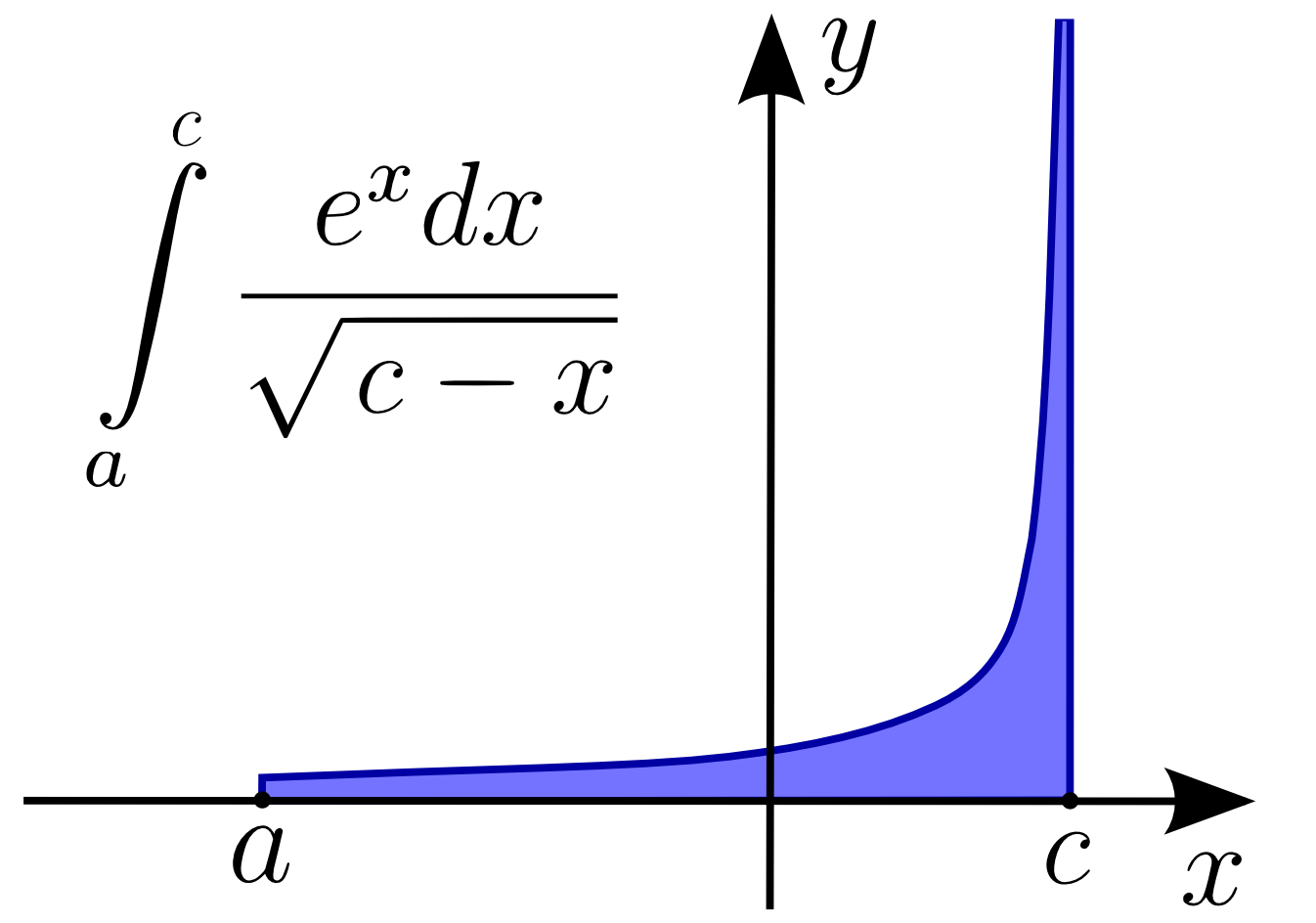

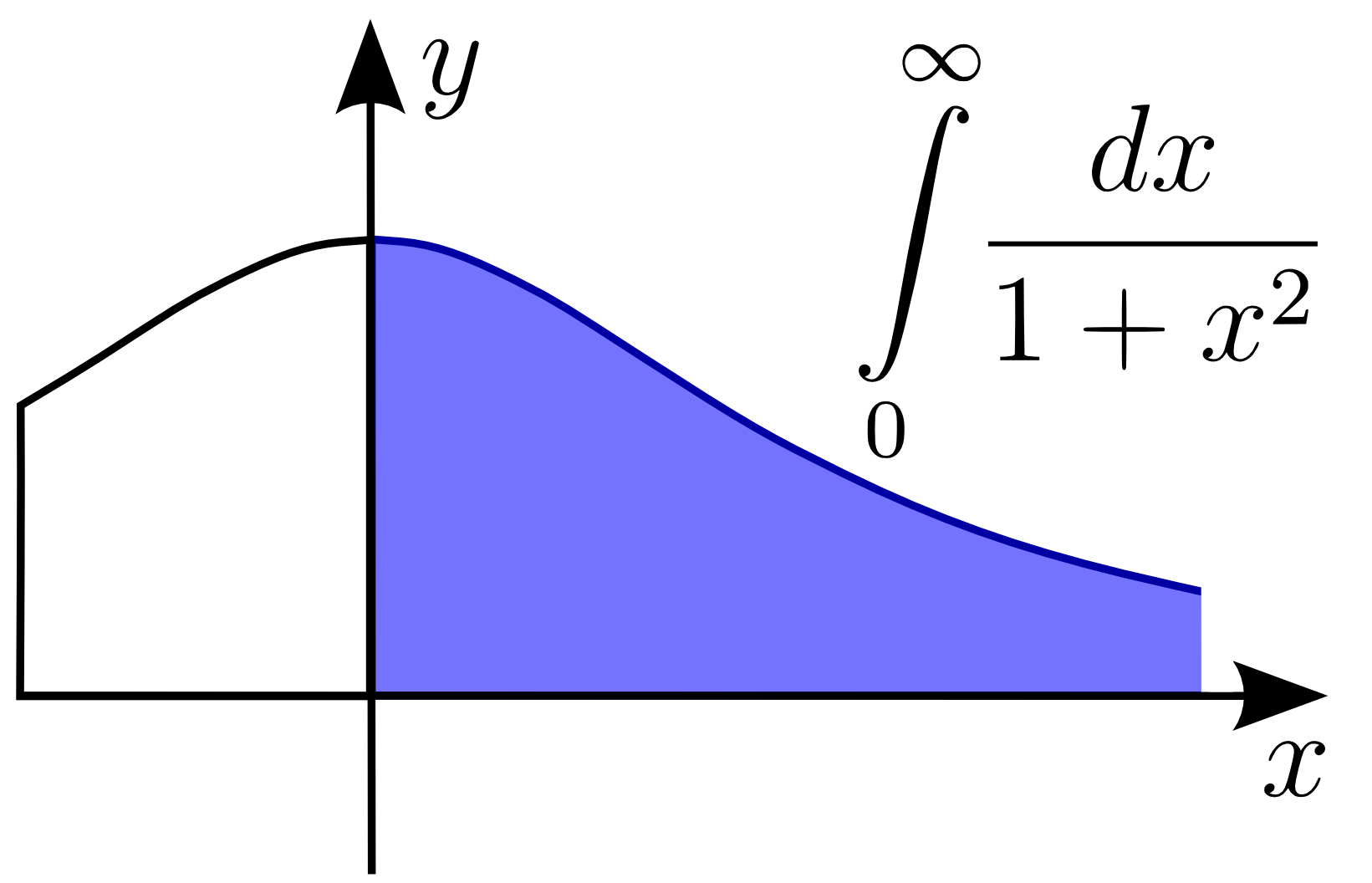
Pole pod wykresem funkcji na przedziale nieskończonym jest skończone, równe

Całka niewłaściwa – rozszerzenie pojęcia całki Riemanna na przedziały nieograniczone albo takie, w których całkowana funkcja jest nieograniczona. W obu przypadkach jest to granica pewnej funkcji zdefiniowanej przez całkę.

## Ustalenia wstępne

### Całka na przedziale nieograniczonym
Niech dla każdego {\displaystyle A>a} funkcja
{\displaystyle f\colon [a,\infty )\to \mathbb {R} }
jest całkowalna w przedziale {\displaystyle [a,A].} Granicę
{\displaystyle \int \limits _{a}^{\infty }f(x)dx=\lim _{A\to \infty }\int \limits _{a}^{A}f(x)dx}
nazywa się całką niewłaściwą funkcji {\displaystyle f} w granicach od {\displaystyle a} do {\displaystyle \infty .} Jeżeli granica ta istnieje i jest skończona, to mówi się, że całka ta jest zbieżna, w przeciwnym przypadku mówi się, że jest rozbieżna. Analogicznie określa się całkę niewłaściwą w granicach od {\displaystyle -\infty } do {\displaystyle a} i od {\displaystyle -\infty } do {\displaystyle \infty {:}}
{\displaystyle \int \limits _{-\infty }^{a}f(x)dx=\lim _{A\to -\infty }\int \limits _{A}^{a}f(x)dx,}
{\displaystyle \int \limits _{-\infty }^{\infty }f(x)dx=\lim _{A\to -\infty ,\ B\to \infty }\int \limits _{A}^{B}f(x)dx.\quad \ \ (*)}
Można udowodnić, że ostatnie wyrażenie (jeżeli ta granica istnieje) jest równe
{\displaystyle \int \limits _{-\infty }^{c}f(x)dx+\int \limits _{c}^{\infty }f(x)dx,\quad \ \ (**)}
gdzie {\displaystyle c} jest dowolną liczbą rzeczywistą. Oprócz tego, istnienie obu całek z wyrażenia {\displaystyle (**)} powoduje istnienie granicy z {\displaystyle (*),} jeżeli te całki nie są równe nieskończonościom różnych znaków. Więc całkę {\displaystyle (*)} można zdefiniować przez wyrażenie {\displaystyle (**).}

### Całka funkcji nieograniczonej
Niech
{\displaystyle f\colon [a,b)\to \mathbb {R} }
będzie funkcją, która jest ograniczona i całkowalna w dowolnym przedziale {\displaystyle [a,b-\eta ],} gdzie {\displaystyle 0<\eta <b-a,} oraz jest nieograniczona w każdym przedziale {\displaystyle [b-\eta ,b)} na lewo od punktu {\displaystyle b} (punkt taki nazywany jest punktem osobliwym funkcji {\displaystyle f}). Granicę
{\displaystyle \int \limits _{a}^{b}f(x){\mbox{d}}x=\lim _{\eta \to 0}\int \limits _{a}^{b-\eta }f(x){\mbox{d}}x}
nazywa się całką niewłaściwą funkcji {\displaystyle f} w przedziale {\displaystyle [a,b].} Gdy granica ta jest skończona, to mówi się, że całka ta jest zbieżna – w przeciwnym przypadku – tj. gdy jest nieskończona bądź nie istnieje, mówi się, że jest ona rozbieżna. Analogicznie określa się przypadek, gdy punkt {\displaystyle a} jest punktem osobliwym.
W przypadku, gdy oba punkty {\displaystyle a,b} są punktami osobliwymi, metoda definiowania jest analogiczna jak w podanej wyżej definicji całki {\displaystyle \textstyle \int \limits _{-\infty }^{\infty }f(x)\mathrm {d} x,} tj. można wykorzystać granicę podwójną albo napisać, że
{\displaystyle \int \limits _{a}^{b}f(x)dx=\int \limits _{a}^{c}f(x)dx+\int \limits _{c}^{b}f(x){\mbox{d}}x,\ \ \ a<c<b.}
Analogicznie, z pomocą rozbicia przedziału, definiuje się całka o skończonej liczbie punktów osobliwych wewnątrz odpowiedniego przedziału. Tę samą metodę stosuje się do definiowania całki, w której i przedział jest nieskończony, i funkcja jest nieograniczona.

### Warunkowa i bezwarunkowa zbieżność całki
Niech {\displaystyle f} będzie funkcją określoną na pewnym przedziale {\displaystyle (a,b)} poza, być może, skończoną liczbą punktów osobliwych. Wtedy całkę (niewłaściwą)
{\displaystyle I=\int \limits _{a}^{b}f(x){\mbox{d}}x}
nazywa się zbieżną bezwzględnie, jeżeli całka
{\displaystyle \int \limits _{a}^{b}|f(x)|{\mbox{d}}x}
istnieje i jest skończona. Gdy istnieje całka {\displaystyle I,} ale nie istnieje całka modułu, całkę {\displaystyle I} nazywa się zbieżną warunkowo.
Dla przykładu, całka
{\displaystyle \int \limits _{0}^{\infty }{\frac {\sin x}{x}}{\mbox{d}}x={\frac {\pi }{2}}}
jest warunkowo zbieżna. Wynika to z następującego kryterium porównywania z szeregiem, zastosowanym dla całki
{\displaystyle \int \limits _{0}^{\infty }{\frac {|\sin x|}{x}}{\mbox{d}}x.}

## Kryteria zbieżności całek niewłaściwych

### Badanie zbieżności szeregu
Całka niewłaściwa {\displaystyle \textstyle \int \limits _{a}^{b}f(x){\mbox{d}}x} istnieje i jest zbieżna wtedy i tylko wtedy, gdy dla każdego ciągu {\displaystyle (x_{n})} punktów przedziału {\displaystyle [a,b],} gdzie
{\displaystyle a=x_{0}<x_{1}<\ldots <x_{n}<\ldots <b}
oraz
{\displaystyle \lim _{n\to \infty }x_{n}=b}
szereg liczbowy
{\displaystyle \sum _{n=1}^{\infty }\,\int \limits _{x_{n-1}}^{x_{n}}f(x){\mbox{d}}x}
jest zbieżny.

### Kryterium porównawcze
Jeżeli funkcje
{\displaystyle f,g\colon [a,\infty )\to \mathbb {R} }
są nieujemne oraz istnieje taka liczba {\displaystyle A\geqslant a,} że dla każdego {\displaystyle x\geqslant A} zachodzi nierówność {\displaystyle f(x)\leqslant g(x),} oraz całka {\displaystyle \textstyle \int \limits _{a}^{\infty }g(x){\mbox{d}}x} jest zbieżna, to również całka {\displaystyle \textstyle \int \limits _{a}^{\infty }f(x){\mbox{d}}x} jest zbieżna.
Powyższe kryterium można nieco wzmocnić i wypowiedzieć je w sposób następujący:

#### Kryterium asymptotyczne
Jeżeli istnieje granica
{\displaystyle \lim _{x\to \infty }{\frac {f(x)}{g(x)}}=K,}
to
- gdy {\displaystyle K<\infty ,} ze zbieżności całki {\displaystyle \textstyle \int \limits _{a}^{\infty }g(x){\mbox{d}}x} wynika zbieżność całki {\displaystyle \textstyle \int \limits _{a}^{\infty }f(x){\mbox{d}}x} (a to, przez kontrapozycję, jest równoważne temu, iż z rozbieżności drugiej całki wynika rozbieżność pierwszej),
- gdy {\displaystyle K>0,} z rozbieżności całki {\displaystyle \textstyle \int \limits _{a}^{\infty }g(x){\mbox{d}}x} wynika rozbieżność całki {\displaystyle \textstyle \int \limits _{a}^{\infty }f(x){\mbox{d}}x} (czyli ze zbieżności drugiej wynika zbieżność pierwszej).

Ostatecznie, w przypadku, gdy {\displaystyle 0<K<\infty } obie całki są albo jednocześnie zbieżne, albo jednocześnie rozbieżne.

### KryteriumAbela
Załóżmy, że funkcje {\displaystyle f,g\colon [a,\infty )\to \mathbb {R} } są takie, że
1) {\displaystyle \int \limits _{a}^{\infty }f(x)dx} jest zbieżna;
2) funkcja {\displaystyle g(x)} jest monotoniczna i ograniczona.
Wówczas całka
{\displaystyle \int \limits _{a}^{\infty }f(x)g(x)dx}
jest zbieżna.

### KryteriumDirichleta
Załóżmy, że funkcja {\displaystyle f\colon [a,\infty )\to \mathbb {R} } jest całkowalna w każdym przedziale {\displaystyle [a,A]} oraz
1) istnieje taka liczba nieujemna {\displaystyle K,} że dla każdego {\displaystyle A}
{\displaystyle {\Bigg |}\int \limits _{a}^{A}f(x)dx{\Bigg |}\leqslant K;}
2) funkcja {\displaystyle g\colon [a,\infty )\to \mathbb {R} } jest zbieżna monotonicznie do {\displaystyle 0} przy {\displaystyle x\to \infty .}
Wówczas całka
{\displaystyle \int \limits _{a}^{\infty }f(x)g(x)dx}
jest zbieżna.

## Obliczanie całek za pomocą metod analizy zespolonej
Jeżeli całka jest zbieżna, to możemy ją próbować obliczyć za pomocą analizy zespolonej.

### Całka funkcji wymiernej
Wszystkie funkcje wymierne {\displaystyle {\tfrac {P(z)}{Q(z)}},} których mianownik nie ma pierwiastków rzeczywistych, a licznik jest co najmniej o dwa stopnie niższy niż mianownik, można obliczyć metodami analizy zespolonej.
W obliczeniach będziemy stosowali pojęcie residuum funkcji. Jeżeli wewnątrz zamkniętej krzywej całkowania {\displaystyle \Gamma } znajdą się bieguny {\displaystyle z_{1},z_{2},\dots ,z_{n}} funkcji {\displaystyle f} i ta funkcja jest analityczna we wszystkich innych punktach obszaru ograniczonego tą krzywą, to wartość całki wyniesie:
{\displaystyle \oint \limits _{\Gamma }f(z)\,dz=2\pi i\sum _{k=1}^{n}\mathrm {res} _{z_{k}}f(z),}
gdzie {\displaystyle \Gamma } to krzywa gładka, skierowana odwrotnie do ruchu wskazówek zegara.
Oznacza to, że całkę postaci
{\displaystyle \lim _{R\to +\infty }\int \limits _{-R}^{+R}f(z)\,dz}
możemy rozpatrywać jako sumę całek od {\displaystyle -R} do {\displaystyle +R} wzdłuż osi rzeczywistej oraz po półokręgu o promieniu {\displaystyle R} przechodzącym przez punkty {\displaystyle +R,} {\displaystyle Ri,} {\displaystyle -R} i skierowanym przeciwnie do ruchu wskazówek zegara.
Kontynuując, można wykazać, że wartość tej całki będzie wynosiła:
{\displaystyle \int \limits _{-\infty }^{+\infty }f(x)\,dx=2\pi i\sum _{k=1}^{N}\mathrm {res} _{z_{k}}f(z)}
przy założeniu, że wszystkie punkty {\displaystyle z_{1},z_{2},\dots ,z_{N}} znajdują się w górnej półpłaszczyźnie liczb zespolonych (ich część urojona jest większa od 0). Punkty leżące w dolnej półpłaszczyźnie liczb zespolonych ignorujemy.

### Całka funkcji wymiernej z funkcjami trygonometrycznymi
Całki funkcji postaci {\displaystyle f(x)\sin ax} bądź {\displaystyle f(x)\cos ax} liczy się podobnie do całek z funkcji niewymiernych. Niezbędne jest jednak ich inne przekształcenie na całkę zespoloną:
{\displaystyle \int \limits _{-\infty }^{+\infty }f(x)\sin ax\,dx=\oint \limits _{\Gamma }e^{azi}f(z)\,dz=2\pi i\sum _{k=1}^{N}\mathrm {res} _{z_{k}}e^{azi}f(z)}
bądź
{\displaystyle \int \limits _{-\infty }^{+\infty }f(x)\cos ax\,dx=\oint \limits _{\Gamma }e^{azi}f(z)\,dz=2\pi i\sum _{k=1}^{N}\mathrm {res} _{z_{k}}e^{azi}f(z).}

## Przykłady
Przykładem całki na przedziale nieskończonym jest całka
{\displaystyle \int \limits _{1}^{+\infty }{\frac {1}{x^{2}}}\,dx=\lim _{t\to \infty }\int \limits _{1}^{t}{\frac {1}{x^{2}}}\,dx.}
Obliczając całkę oznaczoną, mamy:
{\displaystyle \lim _{t\to \infty }\int \limits _{1}^{t}{\frac {1}{x^{2}}}\,dx=\lim _{t\to \infty }\left(-{\frac {1}{x}}\right){\bigg |}_{1}^{t}=\lim _{t\to \infty }\left(-{\frac {1}{t}}-\left(-{\frac {1}{1}}\right)\right)=1,}
i taka jest wartość szukanej całki.
Przykładem całki funkcji nieograniczonej jest całka
{\displaystyle \int \limits _{0}^{1}{\frac {1}{\sqrt {x}}}\,dx=\lim _{t\to 0^{+}}\int \limits _{t}^{1}{\frac {1}{\sqrt {x}}}\,dx.}
Obliczając całkę oznaczoną, mamy:
{\displaystyle \lim _{t\to 0^{+}}\int \limits _{t}^{1}{\frac {1}{\sqrt {x}}}\,dx=\lim _{t\to 0^{+}}\left(2{\sqrt {x}}\right){\bigg |}_{t}^{1}=\lim _{t\to 0^{+}}\left(2{\sqrt {1}}-2{\sqrt {t}}\right)=2,}
i taka jest wartość szukanej całki.

### Całki występujące w definicji niektórych rozkładów prawdopodobieństwa
- {\displaystyle \int \limits _{-\infty }^{\infty }~e^{-{\frac {x^{2}}{2\sigma ^{2}}}}{\mbox{d}}x={\sqrt {2\pi }}\sigma } – całka Gaussa, występuje w rozkładzie Maxwella.
- {\displaystyle \int \limits _{0}^{\infty }~x^{\alpha }e^{-x}{\mbox{d}}x=\Gamma (\alpha +1)} – całka występująca w rozkładzie Boltzmanna.
- {\displaystyle \int \limits _{0}^{\infty }~{\frac {x^{\alpha }{\mbox{d}}x}{e^{x}-1}}=\Gamma (\alpha +1)\zeta (\alpha +1)} – całka występująca w rozkładzie Bosego-Einsteina.
- {\displaystyle \int \limits _{0}^{\infty }~{\frac {x^{\alpha }{\mbox{d}}x}{e^{x}+1}}=\Gamma (\alpha +1)\eta (\alpha +1)} – całka występująca w rozkładzie Fermiego-Diraca.

W tych przykładach
{\displaystyle \alpha } – dowolna dodatnia liczba rzeczywista,
{\displaystyle \Gamma (z)} – funkcja gamma Eulera,
{\displaystyle \zeta (z)} – funkcja zeta Riemanna,
{\displaystyle \eta (z)} – funkcja eta Dirichleta.